# Écrammeville
Écrammeville est une ancienne commune française, située dans le département du Calvados en Normandie (les Écrammevillais). Depuis le 1er janvier 2017, elle fait partie de la commune de Formigny La Bataille.

## Géographie
Écrammeville est une commune située dans le pays du Bessin, à trois kilomètres de son chef-lieu de canton, Trévières et vingt kilomètres de Bayeux. Le village est situé dans le parc naturel régional des Marais du Cotentin et du Bessin.
| Longueville | Asnières-en-Bessin | Aignerville |
| Longueville | Écrammeville       | Aignerville |
| Colombières | Bricqueville       | Trévières   |

## Toponymie
Le nom de la localité est attesté sous les formes Escremelvilla en 1195 (magni rotuli, p. 54) ; Escremeuvilla en 1198 (magni rotuli, p. 22, 2) ; Escremenvilla en 1217 (ch. de l'abb. de Vignats) ; Écremeville en 1277 (chap. de Bayeux, 741) ; Escremevilla au XIVe siècle (livre pelut de Bayeux, p. 66) ; Escremmeville 1653 104 (carte de Tassin).
Il s'agit d'une formation toponymique médiévale en -ville au sens ancien de « domaine rural » (vile en ancien français rectifié en ville d'après l'étymologie gallo-romane villa.)
L'origine du premier élément Écramme- est incertaine. Il s'agit sans doute d'un anthroponyme. Selon les formes anciennes régulières, la forme initiale était Escreme(l)ville.

## Histoire

### Temps modernes
Au XVIIe siècle, Claude Pellot est entre autres seigneur et patron de Mandeville.

### Époque contemporaine
Le 1er janvier 2017, Écrammeville intègre avec trois autres communes la commune de Formigny La Bataille créée sous le régime juridique des communes nouvelles instauré par la loi no 2010-1563 du 16 décembre 2010 de réforme des collectivités territoriales. Les communes d'Aignerville, d'Écrammeville, de Formigny et de Louvières deviennent des communes déléguées et Formigny est le chef-lieu de la commune nouvelle. Ces communes déléguées sont supprimées le 26 mai 2021, transformant la fusion en fusion simple.

## Politique et administration
| Période                                  | Période   | Identité           | Étiquette | Qualité     |
| ---------------------------------------- | --------- | ------------------ | --------- | ----------- |
| avant 1988                               | mars 2001 | Roger Mézel        |           |             |
| mars 2001                                | En cours  | Christelle Calenge | SE        | Commerçante |
| Les données manquantes sont à compléter. |           |                    |           |             |

Le conseil municipal était composé de onze membres dont le maire et trois adjoints.

## Population et société

### Démographie
L'évolution du nombre d'habitants est connue à travers les recensements de la population effectués dans la commune depuis 1793. À partir du 1er janvier 2009, les populations légales des communes sont publiées annuellement dans le cadre d'un recensement qui repose désormais sur une collecte d'information annuelle, concernant successivement tous les territoires communaux au cours d'une période de cinq ans. 
Pour les communes de moins de 10 000 habitants, une enquête de recensement portant sur toute la population est réalisée tous les cinq ans, les populations légales des années intermédiaires étant quant à elles estimées par interpolation ou extrapolation. Pour la commune, le premier recensement exhaustif entrant dans le cadre du nouveau dispositif a été réalisé en 2006,.
En 2020, la commune comptait 204 habitants, en évolution de +0,49 % par rapport à 2015 (Calvados : +1,58 %, France hors Mayotte : +2,49 %).
Écrammeville a compté jusqu'à 477 habitants en 1866.
| 1793 | 1800 | 1806 | 1821 | 1831 | 1836 | 1841 | 1846 | 1851 |
| ---- | ---- | ---- | ---- | ---- | ---- | ---- | ---- | ---- |
| 388  | 251  | 396  | 440  | 455  | 458  | 407  | 424  | 396  |

| 1856 | 1861 | 1866 | 1872 | 1876 | 1881 | 1886 | 1891 | 1896 |
| ---- | ---- | ---- | ---- | ---- | ---- | ---- | ---- | ---- |
| 441  | 462  | 477  | 464  | 476  | 461  | 438  | 404  | 390  |

| 1901 | 1906 | 1911 | 1921 | 1926 | 1931 | 1936 | 1946 | 1954 |
| ---- | ---- | ---- | ---- | ---- | ---- | ---- | ---- | ---- |
| 400  | 365  | 342  | 262  | 288  | 257  | 282  | 273  | 268  |

| 1962 | 1968 | 1975 | 1982 | 1990 | 1999 | 2006 | 2011 | 2016 |
| ---- | ---- | ---- | ---- | ---- | ---- | ---- | ---- | ---- |
| 220  | 209  | 160  | 161  | 160  | 165  | 193  | 199  | 205  |

| 2019 | - | - | - | - | - | - | - | - |
| ---- | - | - | - | - | - | - | - | - |
| 208  | - | - | - | - | - | - | - | - |

## Économie
La commune comprend quelques entreprises agricoles et un garagiste.
La commune se situe dans la zone géographique des appellations d'origine protégée (AOP) Beurre d'Isigny et Crème d'Isigny.

## Culture locale et patrimoine

### Lieux et monuments
- Église Notre-Dame du XIIIe siècle, très remaniée.
- Manoir de Vérigny du XVIe siècle. La famille locale de Vérigny est attestée à Écrammeville dès le XIIIe siècle, avec Guillaume de Vérigny, curé. Le manoir a probablement été construit au cours du XVe siècle, par un compagnon de Jeanne d'Arc, et remanié au XVIe siècle. Il est formellement attesté dans une ordonnance établie durant le règne d'Henri IV. Au XVe siècle, il est fait mention d'un certain Henri de Vérigy, seigneur d'Écrammeville. En 1692, les Vérigny cèdent le domaine à Jean Cornet, seigneur de la Bretonnière à Aignerville. Du XVIIe au XXe siècle, le manoir changea plusieurs fois de mains, avant d'être acquis par les actuels propriétaires qui dès 2002 s'emploient à le restaurer avec l'aide de l'architecte des bâtiments de France et la Fondation du patrimoine. Le manoir ayant été laissé à l'abandon, était alors dans un état de délabrement avancé : toit effondré, les cheminées, les poutres et le carrelage avaient disparu. Il est probable que le manoir devait être ceinturé par un mur de pierre, et qu'on y accédait par un porche, avec porte charretière et porte piétonne. Le logis, construit en pierre calcaire, devait être entouré par les communs et flanqué d'une tour carrée en encorbellement et sa porte principale surmontée d'une sculpture. Des divers bâtiments, il subsiste notamment le pigeonnier et la boulangerie avec son four à pain[15].
- Manoir du Quévé du XVIIIe siècle.
- Lavoir à colonnades du XIXe siècle.
- Marais du Bessin, au sud du territoire.

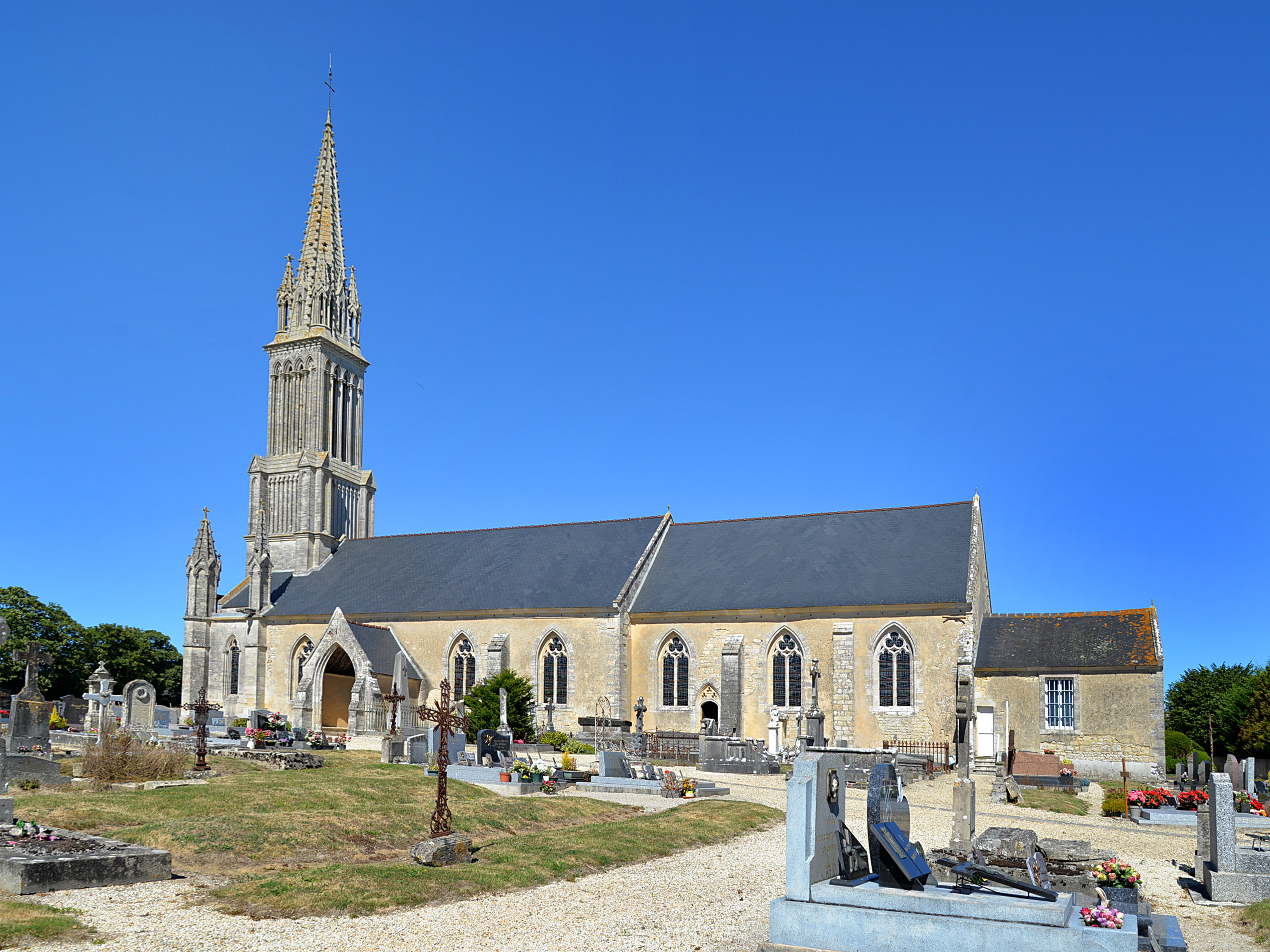
L'église Notre-Dame.
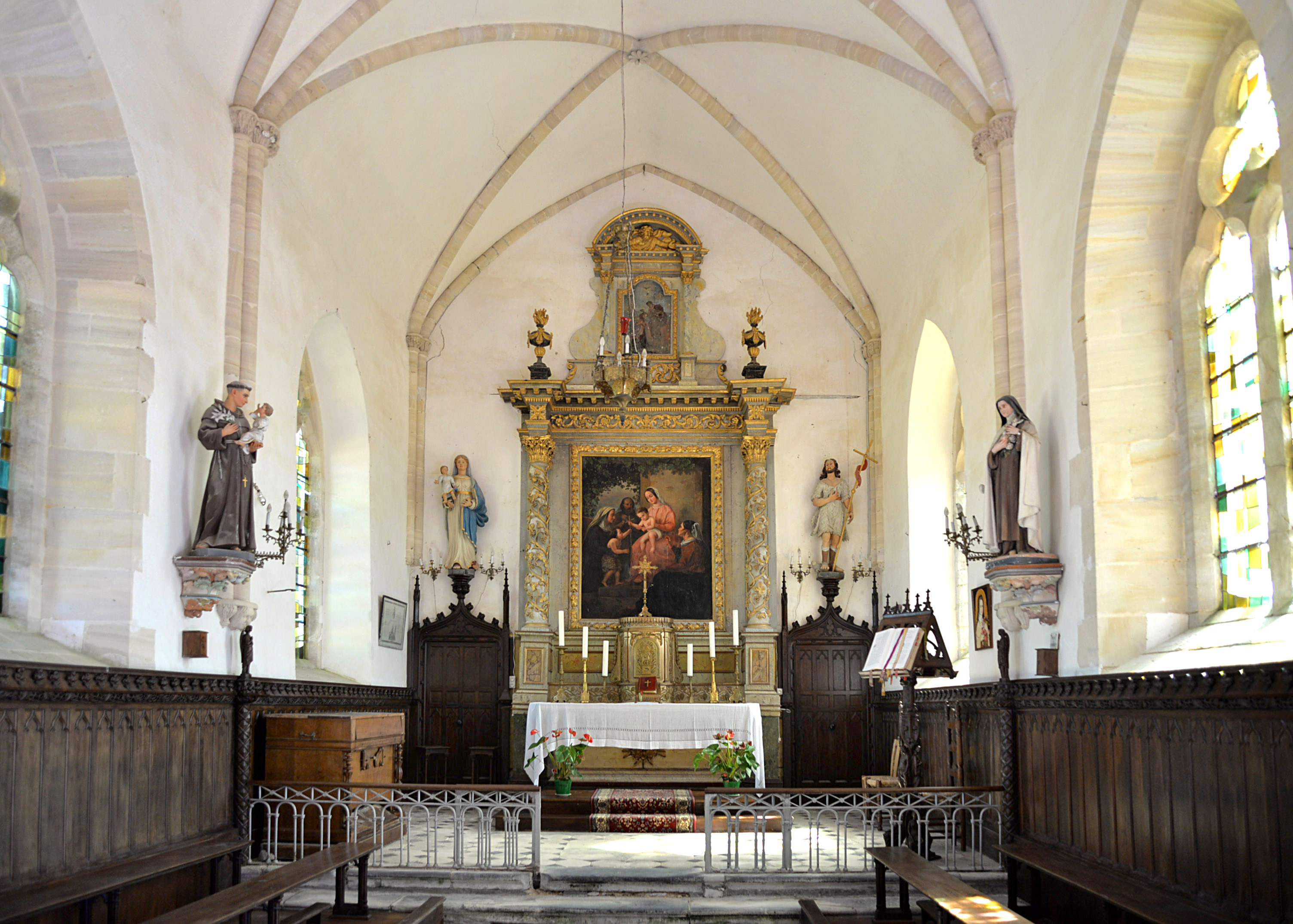
Le chœur de l'église Notre-Dame.
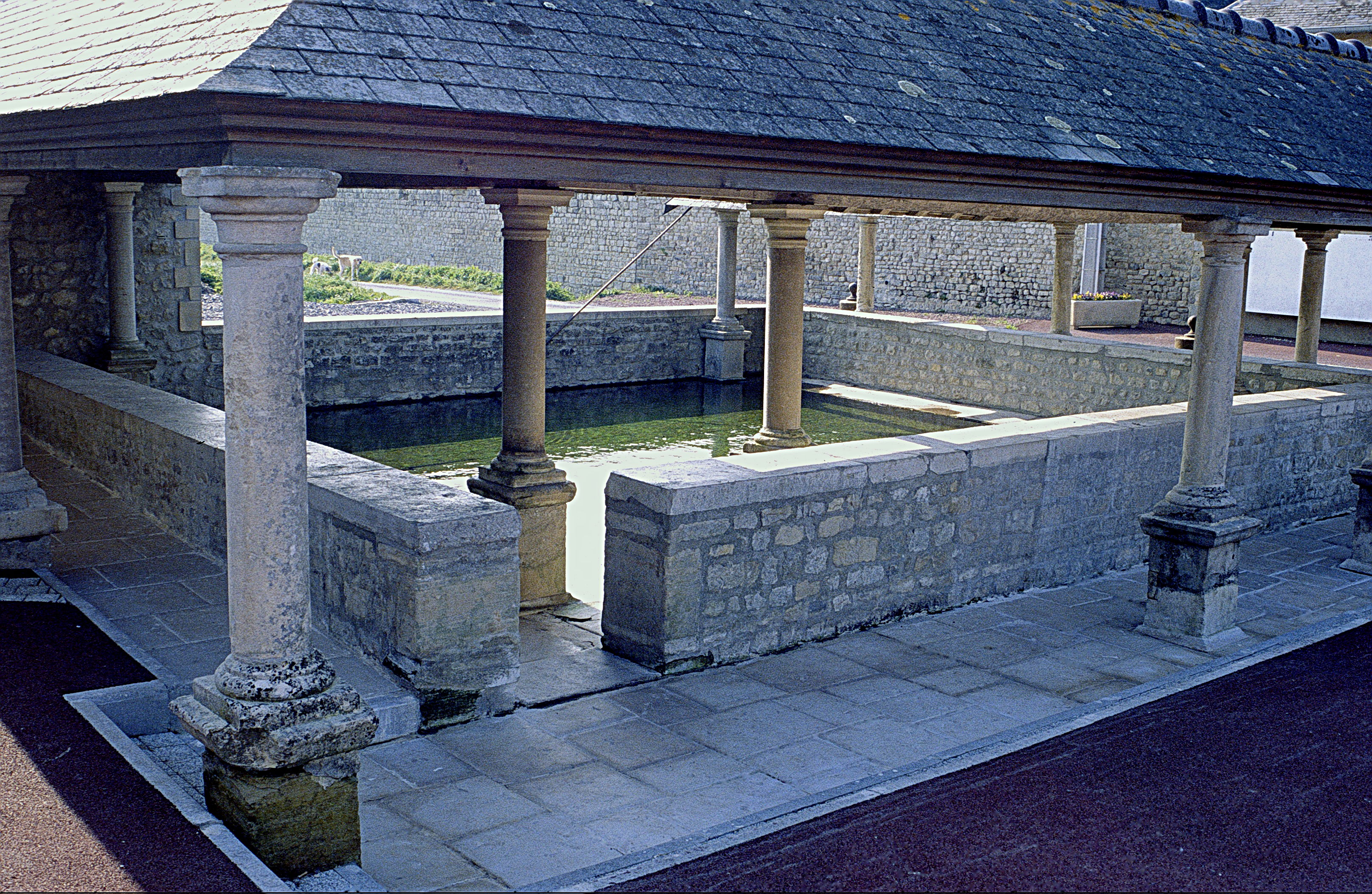
Lavoir d'Écrammeville.
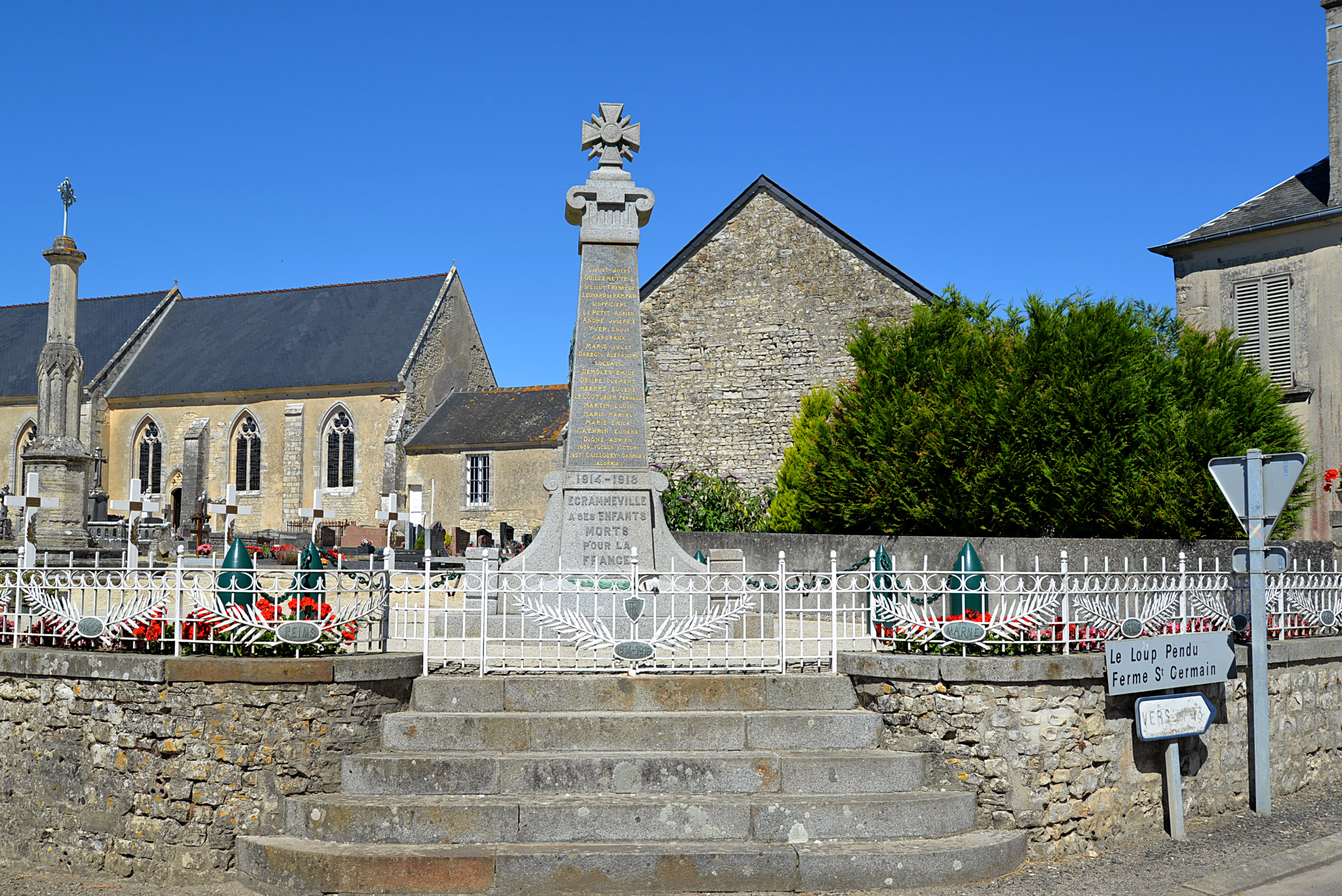
Le monument aux morts.
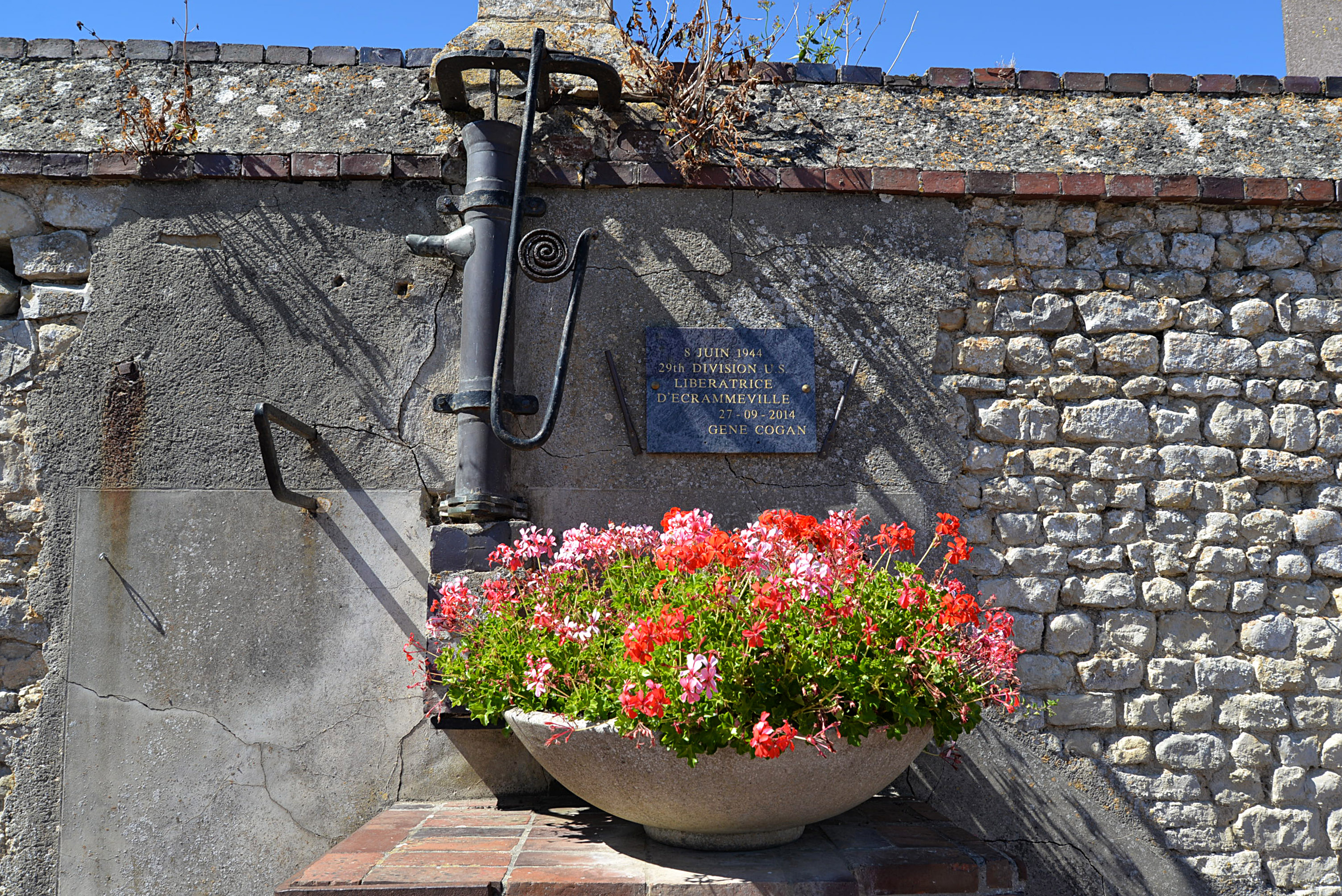
Plaque commémorative.
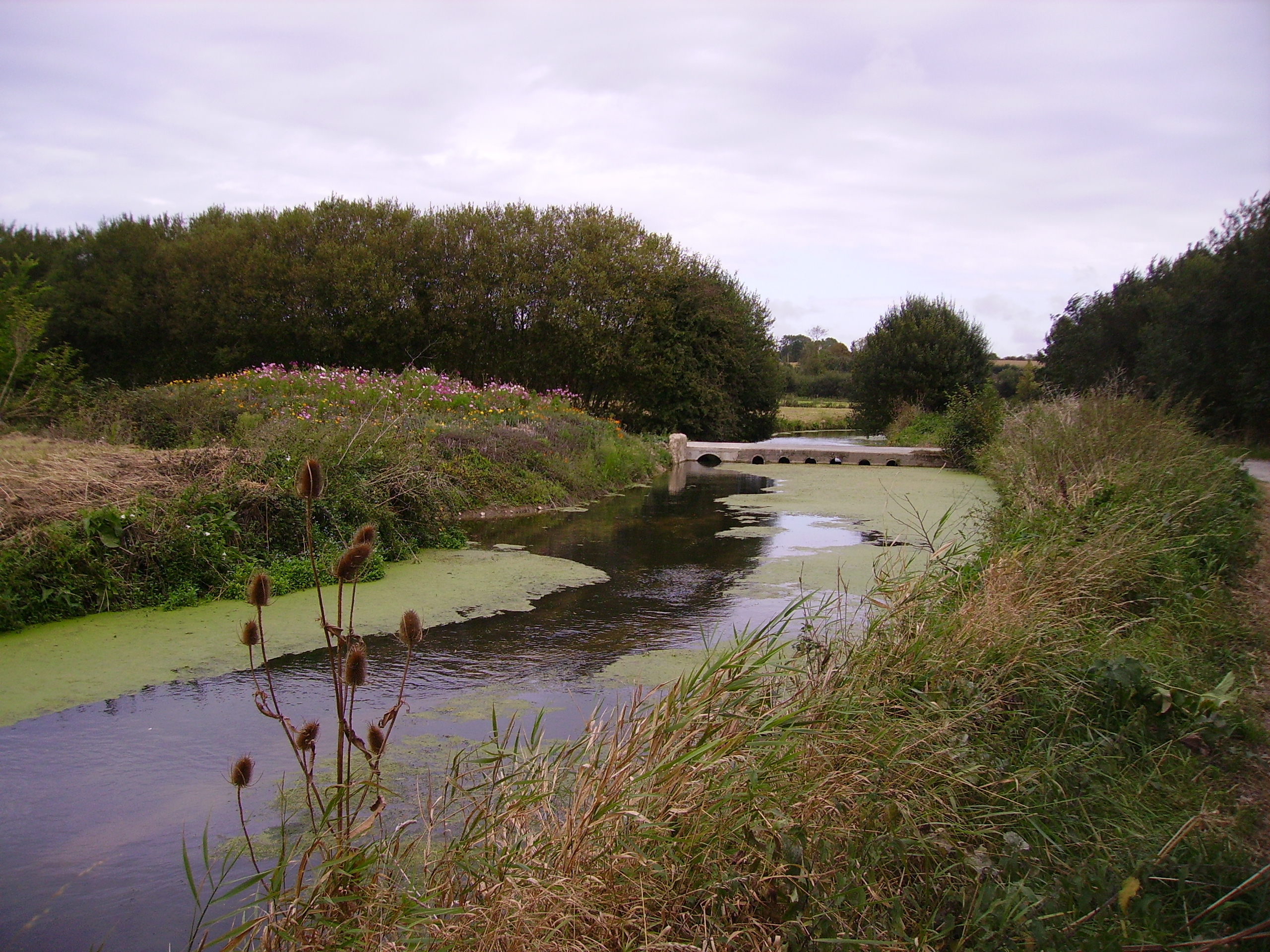
Le marais d'Écrammeville, plus de 200 ha.